# Pseudoceto
Pseudoceto pickeli es una especie de araña araneomorfa de la familia Corinnidae. Es el único miembro del género monotípico Pseudoceto. Se encuentra en Brasil.